# Michael J. Pollard
Pour les articles homonymes, voir Pollard.
Michael J. Pollard, nom de scène de Michael John Pollack, est un acteur américain né le 30 mai 1939 à Passaic (New Jersey) et mort le 20 novembre 2019 à Los Angeles (Californie).

## Biographie
Michael Pollard est le fils de Sonia Dubanowich et de Michael John Pollack, tous les deux d'origine polonaise. Il a suivi les cours de la Montclair Kimberley Academy (en) et de l'Actors Studio.
À partir de 1958, il apparaît dans de petits rôles à la télévision et, plus rarement, au cinéma. Le début des années 1960 le voit prendre des rôles épisodiques de plus en plus importants dans de nombreuses séries télévisées, dont The Andy Griffith Show, Going My Way, L'Extravagante Lucy (The Lucy Show), Gunsmoke, Perdus dans l'espace (Lost in Space), Le Virginien, Star Trek et Annie, agent très spécial.
Le grand tournant de sa carrière survient en 1967 grâce au rôle de C. W. Moss qu'il tient dans Bonnie et Clyde réalisé par Arthur Penn, avec Warren Beatty, Faye Dunaway, Gene Hackman et Estelle Parsons. Pour ce rôle, Pollard est nommé pour l'Oscar du meilleur acteur dans un second rôle et pour le Golden Globe du meilleur acteur dans un second rôle, en plus de remporté le BAFTA Award for Most Promising Newcomer to Leading Film Roles (en).
En 1971, il est l'hilarant shérif dans Les Pétroleuses de Christian-Jaque, aux côtés de Brigitte Bardot et Claudia Cardinale, puis, en 1972, dans un registre plus dramatique, il incarne Billy Bonney alias Billy the Kid dans Dirty Little Billy.
En 1974, il incarne un jeune homme mourant d’un cancer, dans le premier épisode de la saison 1, Le temps de sa vie, de la série télévisée évoluant dans le milieu du camionnage L'aventure est au bout de la route . Il assure par la suite un rôle de premier plan dans le film culte de 1980, Melvin and Howard, au sujet de la controverse Melvin Dummar - Howard Hughes Mormon Will. Pollard apparaît également dans 6 épisodes du sitcom de CBS Leo & Liz in Beverly Hills (en) (1986), avec Harvey Korman et Valerie Perrine, qui rencontre un gros échec. 
Pollard joue en 1987 le rôle d’un pompier volontaire curieux, Andy, dans le film Roxanne, mettant en vedette Steve Martin. L'année suivante, Pollard tient le rôle d'Herman (le sans-abri qui pensait que Bill Murray était Richard Burton) dans le film Fantômes en fête (Scrooged).
En 1989, Pollard tient un rôle mineur dans le film d'horreur Massacre au camp d'été 3 (Sleepaway Camp III: Teenage Wasteland) et un rôle plus important (en tant qu'inventeur de super-armes et d'une super voiture) dans Tango et Cash (Tango & Cash), aux côtés de Kurt Russell et Sylvester Stallone. Également en 1989, il a tenu le rôle de M. Mxyzptlk, impile de cinquième dimension, dans un épisode de la série télévisée Superboy. 
Pollard est Bug Bailey dans le populaire film de 1990, Dick Tracy. 
En 1992, il apparaît dans The Handler, un épisode de la sixième saison du Ray Bradbury Theatre (en), dans lequel il incarne un entrepreneur de rue qui essaie de donner à ses clients un traitement supplémentaire qu'il pensait devoir subir. En 1993, il apparaît dans le film d'horreur Skeeter. En 1997, il tient le rôle d'Éole dans la mini-série L'Odyssée (The Odyssey) aux côtés d'Armand Assante. 
Pollard a continué à travailler dans le cinéma et la télévision au XXIe siècle, notamment avec son apparition en tant que Stucky dans le film culte La Maison des mille morts (House of 1000 Corpses), réalisé par Rob Zombie en 2003. 
Il meurt le 20 novembre 2019 à l'âge de 80 ans.

## Filmographie

### Cinéma
- 1959 : Train, Amour et Crustacés (It Happened to Jane) : Lloyd
- 1962 : Aventures de jeunesse (Hemingway's Adventures of a Young Man) : George
- 1963 : The Stripper : Jelly
- 1963 : L'Été magique (Summer Magic) : Digby Popham
- 1966 : Les Russes arrivent (The Russians Are Coming the Russians Are Coming) : Stanley
- 1966 : The Wild Angels : Pigmy
- 1967 : Enter Laughing : Marvin
- 1967 : Opération Caprice (Caprice) : Barney
- 1967 : Bonnie et Clyde (Bonnie and Clyde) : C. W. Moss
- 1968 : Les Complices (Jigsaw) de James Goldstone : Dill
- 1969 : Hannibal Brooks : Packy
- 1970 : L'Ultime randonnée (Little Fauss and Big Halsy) : Little Fauss
- 1971 : Les Pétroleuses : Le Sheriff
- 1972 : Morbo
- 1972 : Dirty Little Billy de Stan Dragoti : Billy Bonney
- 1974 : Self Defense (Sunday in the Country) : Leroy
- 1975 : Les Quatre de l'apocalypse (I quattro dell'apocalisse) : Clem
- 1977 : Between the Lines : The Hawker
- 1980 : Melvin and Howard : Little Red
- 1983 : Candy the Stripper (vidéo) : Leotis
- 1985 : Heated Vengeance : Snake
- 1986 : Riders of the Storm : Tesla
- 1986 : The Patriot : Howard
- 1986 : America : Bob Jolly
- 1987 : Une affaire de famille (American Gothic), de John Hough : Woody
- 1987 : Roxanne : Andy
- 1988 : Fantômes en fête (Scrooged) : Herman
- 1989 : Fast Food : Bud
- 1989 : Night Visitor : Stanley Willard
- 1989 : Season of Fear : Bob
- 1989 : Un flic à Chicago (Next of Kin) : Harold
- 1989 : Tango et Cash : Owen
- 1989 : Massacre au camp d'été 3 (Sleepaway Camp III: Teenage Wasteland) : Herman Miranda
- 1990 : Why me? Un plan d'enfer (Why Me?) de Gene Quintano : Ralph
- 1990 : Dark Angel : Boner
- 1990 : Enid Is Sleeping : Motel Manager
- 1990 : Dick Tracy : Bug Bailey
- 1991 : Heartstopper : Dr Lubbock
- 1991 : The Arrival : Lou
- 1991 : The Art of Dying : Delbert
- 1991 : Joey Takes a Cab : Alan
- 1991 : Another You : Brad
- 1991 : Motorama : Lou
- 1992 : Split Second : The Rat Catcher
- 1993 : Skeeter : Hopper
- 1993 : Arizona Dream : Fabian
- 1996 : Mad Dogs : Red Mash
- 1997 : Stir : Hotel Manager
- 1998 : Merchants of Venus (en) : The Senator
- 1998 : The Unknown Cyclist : Gabe Sinclair
- 1999 : Libres comme le vent (Tumbleweeds) : Mr. Cummings
- 1999 : The Debtors
- 2000 : Danny and Max : Berquist
- 2000 : Forever Lulu : Hippie
- 2001 : Out of the Black : Ned
- 2003 : La Maison des 1 000 morts (House of 1000 Corpses) : Stucky
- 2011 : Sunburnt Angels : Cards
- 2012 : The Woods : Moose
- 2012 : The Next Cassavetes : Guide

### Télévision
- 1959 : Lux Playhouse (série télévisée) : Spider
- 1959 : Five Fingers (série télévisée) : Davey
- 1959 : Alfred Hitchcock présente (série télévisée) : Shoeshine Boy / Hansel Eidelpfeiffer
- 1959 : Dobie Gillis (série télévisée) : Jérôme Krebs
- 1960 : Startime (série télévisée) : Doug
- 1962 : Window on Main Street (série télévisée) : Ziggy
- 1962 : The Andy Griffith Show (série télévisée) : Virgil
- 1963 : Going My Way (série télévisée) : Danny Larkin
- 1963 : The Nurses (série télévisée) : Jody Haig
- 1963 : Route 66 (série télévisée) : Vinny
- 1964 : L'Extravagante Lucy (The Lucy Show) (série télévisée) : Ted Mooney
- 1964 : Channing (série télévisée) : Danny
- 1964 : Gunsmoke (série télévisée) : Cyrus
- 1965 : The Baileys of Balboa (série télévisée) : Chester
- 1965 : Mr. Novak (série télévisée) : Go-Go Reader
- 1965 : Honey West (série télévisée) : Jingles
- 1965 : Le Proscrit (Branded) (série télévisée) : Digby Popham
- 1966 : Perdus dans l'espace (Lost in Space) (série télévisée) : le garçon
- 1966 : Le Virginien (The Virginian) (série télévisée) : saison 04 épisode 26 (Les chacals derrière les loups) Georgie Sam Smith
- 1966 : Les Espions (I Spy) (série télévisée) : Bernie
- 1966 : Star Trek (série télévisée) : Jahn
- 1967 : Annie, agent très spécial (The Girl from U.N.C.L.E.) (série télévisée) : Herbie
- 1967 : Cimarron (série télévisée) : Bert
- 1968 : The Smugglers (série télévisée) : Piero
- 1974 : L'aventure est au bout de la route (Movin' On) (série télévisée) : Joe Shannon
- 1974 : Get Christie Love! (série télévisée) : Leonard Marvin
- 1984 : L'Homme qui tombe à pic (The Fall Guy) (série télévisée) : Billy Hutton
- 1986 : Simon et Simon (série télévisée) : Barnaby
- 1986 : Leo & Liz in Beverly Hills (série télévisée) : Leonard
- 1988 : Les Incorruptibles de Chicago (Crime Story) (série télévisée) : Leon Barski
- 1989 : Stuck with Each Other (téléfilm) : Smitty
- 1989 : Superboy (série télévisée) : Mr. Mxyzptlk
- 1990 : Cash expre$$ (téléfilm) : Palomar
- 1991 : Toxic Crusaders (série télévisée) : Psycho (voix)
- 1991 : Le Cavalier solitaire (Paradise) (série télévisée) : Lester Barr
- 1992 : Marshall et Simon (Eerie, Indiana) (série télévisée) : Claude
- 1992 : Ray Bradbury présente (série télévisée) : Mr. Benedict
- 1993 : Petite Fleur (Blossom) (série télévisée) : Randy
- 1993 : Les Contes de la crypte (Tales from the Crypt) (série télévisée) : Ed
- 1995 : Wings (série télévisée) : Benny
- 1997 : L'Odyssée (The Odyssey) (mini-série télévisée) : Aeolus
- 1998 : L.A. Docs (série télévisée) : 8294-7
- 1999 : Becker (série télévisée) : Elliott, l'employé de la morgue
- 2000 : Jack & Jill (série télévisée) : le vendeur de glace